# Tomasz Giaro
Tomasz Giaro (ur. 22 stycznia 1951 we Wrocławiu) – polski prawnik, specjalista w zakresie prawa rzymskiego, teorii, filozofii i historii prawa oraz prawa porównawczego, profesor nauk prawnych, w latach 2016-2024 dziekan Wydziału Prawa i Administracji Uniwersytetu Warszawskiego.

## Życiorys
Jest uczniem Henryka Kupiszewskiego i Maxa Kasera. Studia prawnicze na Uniwersytecie Warszawskim ukończył z wyróżnieniem w 1972. Od 1972 jest pracownikiem Wydziału Prawa i Administracji UW. W 1978 uzyskał na nim stopień naukowy doktora nauk prawnych na podstawie pracy pt. „Excusatio necessitatis w prawie rzymskim”. W latach 1984–1985 był stypendystą Fundacji im. Alexandra von Humboldta na Uniwersytecie w Bonn. W 1988 uzyskał na Uniwersytecie Warszawskim stopień naukowy doktora habilitowanego nauk prawnych na podstawie dorobku naukowego oraz pracy w języku niemieckim pt. „Dogmatische Wahrheit und Zeitlosigkeit in der römischen Jurisprudenz”. W latach 1990–2006 Pracownik Max-Planck-Institut für Europäische Rechtsgeschichte (wchodzącego w skład Towarzystwa Maxa Plancka) we Frankfurcie nad Menem. Podczas szesnastoletniego pobytu w Niemczech, na stanowisku profesorskim zatrudniony był m.in. na Wydziale Prawa Uniwersytetu Goethego we Frankfurcie nad Menem oraz na Wydziale Prawa Freie Universität Berlin.
W 2006 powrócił na Uniwersytet Warszawski. Od 2007 jest członkiem Komisji Praw Antycznych Komitetu Nauk o Kulturze Antycznej PAN oraz członkiem rady programowej Szkoły Języków Obcych UW. W tym samym roku został mianowany na stanowisko profesora nadzwyczajnego UW. W latach 2007–2008 był kierownikiem studiów doktoranckich WPiA UW. W roku akademickim 2007/2008 wykładał prawo rzymskie również na Uniwersytecie Śląskim w Katowicach.
W październiku 2008 został prodziekanem WPiA UW ds. współpracy z zagranicą, kadry naukowej i spraw pracowniczych. W tym samym roku stanął na czele utworzonej przez siebie Pracowni Europejskiej Tradycji Prawnej w Instytucie Historii Prawa UW. We wrześniu 2009 prezydent RP nadał mu tytuł naukowy profesora nauk prawnych. W lutym 2011 został zatrudniony na stanowisku profesora zwyczajnego na WPiA UW. W tym samym roku został wybrany wiceprzewodniczącym Komitetu Nauk Prawnych PAN kadencji 2011-2015.
Został laureatem Nagrody Fundacji na rzecz Nauki Polskiej w dziedzinie nauk humanistycznych i społecznych za rok 2011, przyznanej za „interdyscyplinarną analizę kategorii prawdy w doktrynach prawa od antyku do współczesności, otwierającą nowe perspektywy rozumienia prawa jako jednego z fundamentów cywilizacji europejskiej”.
W 2013 objął również funkcję kierownika nowo utworzonego Zakładu Europejskiej Tradycji Prawnej na Wydziale Prawa i Administracji UW. Sprawował ją do 2025, do czasu dołączenia do Katedry Prawa Rzymskiego i Antycznego na WPiA UW w charakterze pracownika.
W maju 2016 został wybrany dziekanem WPiA UW kadencji 2016–2020. W czerwcu 2020 został wybrany na kolejną czteroletnią kadencję.

## Wybrane publikacje książkowe
- Excusatio necessitatis nel diritto romano, Warszawa 1982.
- Aktualisierung Europas. Gesprache mit Paul Koschaker, Genova 2000.
- Le radici comuni del diritto europeo: un cambiamento di prospettiva, Roma 2005 (współautorzy: Pier Giorgio Monateri i Alessandro Somma).
- Modernisierung durch Transfer im 19. und frühen 20. Jahrhundert (redakcja), Frankfurt am Main 2006.
- Modernisierung durch Transfer zwischen den Weltkriegen (redakcja), Frankfurt am Main 2007.
- Römische Rechtswahrheiten: ein Gedankenexperiment, Frankfurt am Main 2007.
- Prawo rzymskie. U podstaw prawa prywatnego, Warszawa 2009 (współautorzy: Wojciech Dajczak i Franciszek Longchamps de Bérier).
- Skuteczność prawa (redakcja), Warszawa 2010.
- Prawo w dobie globalizacji (redakcja), Warszawa 2011[6][7].